# USS LST-429
O USS LST-429 foi um navio de guerra norte-americano da classe LST que operou durante a Segunda Guerra Mundial.